# Новая Мурзиха
 Новая Мурзиха  — село в Елабужском районе Татарстана. Административный центр Мурзихинского сельского поселения.

## География
Находится в северной части Татарстана на расстоянии приблизительно 20 км на запад по прямой от районного центра города Елабуга на речке Анзирка.

## История
Основано в XVIII веке. Первое письменное упоминание датируется 1803 годом.

## Население
Постоянных жителей было в 1859 году — 164, в 1887—333, в 1905—688, в 1920—727, в 1926—863, в 1938—703, в 1949—454, в 1958—371, в 1970—352, в 1979—397, в 1989—371. Постоянное население составляло 289 человек (русские 81 %) в 2002 году, 261 в 2010.